# McKenna (Clan)
McKenna ist der Name eines irischen Clans.

## Herkunft
Der irische McKenna-Clan war, wie neue Forschungen zeigen, schon immer im Süden von Ulster ansässig. Er hatte bei Liscionna bzw. Liskenna, nahe Emyvale im County Monaghan ein Hillfort (eine Wallburg) gegründet. Emyvale liegt an der N2 und am Fluss Mountain Water im County Monaghan in Irland. Im Jahr 1959 wurde hier ein über 3000 Jahre altes bronzezeitliches Grab als ältester Beleg für die Anwesenheit von Menschen in der Region entdeckt.

## Geschichte
Ursprünglich wurde angenommen, dass die McKenna erst spät, als Söldner der seit 672 n. Chr. belegten (Fingin) Ui Meith, ins Land kamen. Die ältesten überlieferten Bewohner des Tales sowie des Ostens des County Fermanagh, des Südwestens des County Tyrone und des Nordens des County Monaghan waren die Angehörigen des Ui-Meith-Clans, daher stammt der Name Emyvale. Die Nachkommen des Clangründers der McKenna, Cionaoid, überwanden nach und nach die benachbarten kleineren Stämme, um vom 8. bis zum 12. Jahrhundert zwischen den McMahons im Süden und den O’Neills im Norden das Kleinkönigreich Truagh (oder Trough) zu beherrschen. Es wurde als ‘Triucha Chead a’ Chladaigh’, (die Baronie der Ringforts) bekannt. Die dortigen Gemeinden haben eine größere Dichte an Ringforts als jeder andere Bereich dieser Größe in Ulster. Aufzeichnungen belegen die Existenz des Kleinkönigreichs bis zur Ankunft der Normannen (1169).

### Clansitz
Clansitz der McKenna war der Tully Hill südlich des Dorfes Emyvale. Der Platz existierte als solcher noch bis Anfang des 17. Jahrhunderts. Ursprünglich lag ein Fort mit drei Ringwällen auf dem Hügel, das heute aber nur noch in Teilen erhalten ist. Zur Anlage gehört auch der nur in Resten erhaltene Crannóg im Tully Lough. Das Hochkreuz aus dem 12. Jahrhundert, das Oliver Cromwell im Moor versenken ließ, und das Grab eines John McKenna (1689) befinden sich auf dem alten Friedhof von Donagh.

## Kriege
Über Jahrhunderte waren die McKennas in die Clanauseinandersetzungen in Ulster verstrickt, die erst zu Beginn des 17. Jahrhunderts endeten. Sie befanden sich häufig mit den O’Neills im Norden und mit den McMahons im Süden im Kriegszustand oder waren mit ihnen verbündet. Wenn verschiedene Zweige der Familie um die Herrschaft wetteiferten, führten sie sogar untereinander Krieg. Sie waren im „Neunjährigen Krieg“ (1594–1603), der auch als Tyrones Rebellion bekannt wurde, in den siegreichen Schlachten von Clontibret 1595, Carrickfergus 1597 und Yellow Ford 1598 Teil Armee des „Red“ Hugh O’Neill. Aber sie hatten auch Anteil an der Niederlage bei Kinsale im Jahre 1601.
Nach dem Rückzug bei Kinsale wurden sie von Lord Mountjoy, der Lord Lieutenant of Ireland war, verfolgt. Seine Streitkräfte zerstörten die meisten der Befestigungen McKennas, auch Tully Hill bei Emyvale, das nie wieder errichtet wurde. Andere Befestigungen wurden von den McKenna wieder aufgebaut. Der Clan erstarkte wieder und war beim irischen Aufstand von 1641 gegen Cromwell erneut aktiv. Zur Strafe für seine Teilnahme an diesem Krieg, wurde das Territorium der McKenna 1642 und 1643 wieder durch englische Kräfte unter Hamilton erobert und verwüstet.
Patrick McKenna, der 1580 an die Macht kam, kämpfte in allen Schlachten des neunjährigen Krieges und starb 1612. Sein Enkel Niall McKenna war führend während der Kriege von 1641 bis 1652. Im Jahre 1652 war sein Clangebiet so zerstört, dass er mit der spanischen Invasionsarmee nach Spanien emigrierte, wo er später starb. Nialls Nachfolger wurde sein Neffe Phelemy McKenna, der vier seiner Söhne verlor, die von den Engländern ermordet wurden. Sein fünfter Sohn John McKenna führte die irischen Truppen in der Schlacht von Drumbanagher, nahe Glaslough, in der er 1688 starb. Die Schlacht von Drumbanagher wird manchmal als Eröffnung der „Shots Williamite Wars“ bezeichnet, aber noch öfter wird sie „McKenna's Last Stand“ genannt. Dieser Kampf brachte das Ende der Macht dieses einst großen Clans.